# Heiðarvíga saga
Heiðarvíga saga (in italiano: Saga della battaglia nella brughiera) è una saga degli Islandesi scritta in norreno in Islanda intorno alla metà del XIII secolo (secondo le analisi paleografiche effettuate su ciò che resta del codice). Il manoscritto su cui fu vergata la saga è conservato mutilo; esso fu acquistato dalla Reale Accademia Svedese delle Antichità nel 1682, e successivamente fu acquisito dalla Biblioteca Reale di Stoccolma e conservato nella sala dedicata ai documenti islandesi con la segnatura 18. Del codice non si ebbero più notizie fino al 1722, anno in cui fu rinvenuto da Árni Magnússon durante uno dei suoi viaggi di interesse antiquario in Svezia. Árni Magnússon riuscì in seguito a portare in Danimarca solo i primi dodici folii del manoscritto che contenevano i primi quindici capitoli dell'Heiðarvíga saga; ne fece quindi fare una trascrizione da Jón Ólafsson, ma sia l'originale che la trascrizione andarono distrutti nell'incendio scoppiato a Copenaghen nel 1728 che coinvolse anche la Biblioteca Reale dove erano conservati. Jón Ólafsson tentò in seguito di ricostruire i capitoli andati distrutti basandosi sulla sua memoria. La restante parte del manoscritto che si trovava in Svezia, contenente i capitoli che vanno dal XVI al XLIII, cadde nel dimenticatoio fino al 1772, anno in cui Hannes Finnsson, durante un viaggio di ricerca antiquaria, riscoprì ciò che restava del prezioso manoscritto.
La saga è stata scritta in uno stile particolare, ripetitivo e incerto, aspetto che alcuni studiosi hanno visto come un'indicazione del fatto che essa è una delle più antiche saghe degli Islandesi. Eirík Magnússon riteneva che questa potesse essere la più antica tra le saghe islandesi a noi pervenute, più tardi anche Sigurður Nordal confermò questa teoria, ipotizzando che il manoscritto fosse stato vergato alla fine del XII secolo.